# La Tour-de-Peilz
La Tour-de-Peilz er en by i det vestlige Schweiz, med 11.829(2018) indbyggere. Byen ligger i Kanton Vaud, ved bredden af Genevesøen.